# Un uomo perbene
Pour plus de détails, voir Fiche technique et Distribution.
Un uomo perbene est un film italien réalisé par Maurizio Zaccaro, sorti en 1999.

## Fiche technique
- Titre : Un uomo perbene
- Réalisation : Maurizio Zaccaro
- Scénario : Maurizio Zaccaro, Silvia Tortora et Umberto Contarello
- Photographie : Pasquale Rachini
- Montage : Anna Rosa Napoli
- Musique : Pino Donaggio
- Pays d'origine : Italie
- Genre : biographie
- Date de sortie : 1999

## Distribution
- Michele Placido : Enzo Tortora (en)
- Stefano Accorsi : Raffaele Della Valle
- Mariangela Melato : Anna Tortora
- Giovanna Mezzogiorno : Silvia Tortora
- Leo Gullotta : Giovanni Pandico (en)
- Pino Ammendola : Antonio Coppola
- Giuliano Gemma : Alberto Dall'Ora
- Vincenzo Peluso : Gianni Melluso
- Bruno Bilotta (it) : Pasquale Barra
- Franco Castellano : Felice Di Persia
- Luigi Diberti : Diego Marmo
- Daniela Giordano : Rosalba Castellini
- Costantino Carrozza